# 中华人民共和国出口管制法
《中华人民共和国出口管制法》是中华人民共和国为促进和保障出口管制工作而制订的一部法律。该法于2020年10月17日由第十三屆全國人民代表大會常務委員會第二十二次會議通過，自2020年12月1日起施行。

## 背景
自1990年代以来，中华人民共和国先后制定了6部关于出口管制的行政法规，包括《监控化学品管理条例》、《核出口管制条例》、《军品出口管理条例》、《核两用品及相关技术出口管制条例》、《导弹及相关物项和技术出口管制条例》、《生物两用品及相关设备和技术出口管制条例》等。由于缺乏统一立法，因此难以统筹出口管制的执法实践。在当今时代背景下，出口管制成为维护国家安全和利益的重要手段。而在世界主要国家和地区，如美国、欧盟等，均制定出台了统一的出口管制法律，因此，中华人民共和国有必要出台一部统一的出口管制法。

## 立法过程
2017年，中华人民共和国商务部根据《国务院2016年立法工作计划》和《国务院2017年立法工作计划》，牵头启动《出口管制法》起草工作，形成了出口管制法（草案征求意见稿），草案于2017年6月16日向社会公布并公开征求意见。
2019年12月23日，第十三屆全國人民代表大會常務委員會第十五次会议举行第一次全体会议，对该法草案进行一审。受国务院委托，商务部部长山作草案的说明。
2020年6月28日，该法草案提请第十三届全国人大常委会第二十次会议作第二次审议，全国人大宪法和法律委员会副主任委员胡可明就修改情况作汇报。
2020年10月13日，第十三届全国人大常委会第二十二次会议对该法草案进行三审。根据三审稿新增的规定，明确出口管制物项包括物项相关的技术资料等数据。三审稿提出，国家出口管制管理部门适时发布有关行业出口管制指南，引导出口经营者建立健全出口管制内部合规制度，规范经营。此外，违反本法规定出口国家禁止出口的管制物项或者未经许可出口管制物项的，依法追究刑事责任；任何国家或者地区滥用出口管制措施危害中国国家安全和利益的，中国可以根据实际情况对该国家或者地区对等采取措施。经过三次审议，《出口管制法》于10月17日表决通过，并由国家主席习近平签署第五十八号主席令予以公布，自2020年12月1日起施行。

## 内容
《出口管制法》共5章49条，包括总则，管制政策、管制清单和管制措施，监督管理，法律责任和附则。根据该法，除传统的军民两用物项、军品、核外，还参考对外贸易分类标准，将其他与维护国家安全和利益、履行防扩散等国际义务相关的“货物、技术、服务等”均纳入管制物项；此外从中国境内向境外转移管制物项，以及中国公民、法人和非法人组织向外国组织和个人提供管制物项，均适用本法。另外，任何国家或者地区滥用出口管制措施，危害中国国家安全和利益的，中国政府可以根据实际情况对该国家或者地区对等采取措施。此法律亦对出口管制清单、临时管制和全面管制，出口经营资格和出口许可制度，最终用户和最终用途管理等方面作了详细规定。
《出口管制法》還規定，中國對管制物項的出口實行許可制度，出口商必須申請許可證才能出口管制清單中所列或受臨時管制的任何物項。對違法交易進行罰款：「出口經營者未取得相關管制物項的出口經營資格從事有關管制物項出口的，給予警告，責令停止違法行為，沒收違法所得，違法經營額五十萬元以上的，並處違法經營額五倍以上十倍以下罰款；沒有違法經營額或者違法經營額不足五十萬元的，並處五十萬元以上五百萬元以下罰款。」另外與美國的出口管制及經濟制裁相似，該法律也允許中國經濟部對違反出口管制法的海外組織或個人進行懲罰。

## 相关评论
由于该法颁布时，中美贸易战仍处于进行並且越來越激化的状态，中美关系亦跌至低谷，因此该法也受到境外媒体的广泛关注。美国彭博社评论称，中国的《出口管制法》将让中国拥有与美国类似的立足点，并表示，美国经常且具有战略性质地利用出口管制和相关许可，打击竞争对手。在法律通过前夕，彭博社再次发表评论，称“在科技領域緊張局勢加劇之際，這部新法律為北京方面提供一個更好的反擊框架”。彭博社的评论还指出，中方目前的出口管制措施主要包括「中國禁止出口限制出口技術目錄」與「不可靠實體清單」，通過《出口管制法》後，中国將取得與美方類似的监管法律武器。
《日本经济新闻》中文网報導，相關人士表示中国《出口管制法》管控可能包括中國大量生產的稀土，依賴全球供應鏈的日本中間産品企業等等有可能會意外受到波及。
英國廣播公司引述新加坡國立大學客座教授卡普裏（Alex Capri），指中國的《出口管制法》看起來不止是用於反制美國的科技打壓，同時似乎也在模仿美國利用出口管制來战略性打击竞争对手的做法。卡普裏指出中國的出口管制包括人工智能和算法，認為是美國先前對TikTok的禁令及強制出售的要求所引發的，中國政府不想與美國共享這種人工智能。卡普裏還認為中美之間正處於一場「科技冷戰」。
商务部研究院国际市场研究所副所长白明认为，出口管制是一种国际通行的做法，即使没有中美贸易战、科技战，中国亦应该出台这样的法律。他还说，“对於中国企业来说，不能有钱赚就行，必须君子爱财取之有道，这个‘道’就是国家安全、人民利益”。
国际贸易与海关法律专家、汇业律师事务所高级合伙人杨杰表示，中国《出口管制法》的立法调研工作在特朗普当选总统之前已经在开展，因此该法并不是为了中美贸易战，或为了反制美国来制定的。